# Obed
 Obed  falu Horvátországban Zágráb megyében. Közigazgatásilag Orle községhez tartozik.

## Fekvése
Zágráb központjától 19 km-re délkeletre, községközpontjától 6 km-re északnyugatra a Száva jobb partján, a folyó egyik holtága mellett fekszik.

## Története
1857-ben 44, 1910-ben 79 lakosa volt. Trianon előtt Zágráb vármegye Nagygoricai járásához tartozott. 1996-ban az újonnan alapított Orle községhez csatolták. 2001-ben a falunak 58 lakosa volt.

## Lakosság
| Lakosság változása | Lakosság változása | Lakosság változása | Lakosság változása | Lakosság változása | Lakosság változása | Lakosság változása | Lakosság változása | Lakosság változása | Lakosság változása | Lakosság változása | Lakosság változása | Lakosság változása | Lakosság változása | Lakosság változása |
| ------------------ | ------------------ | ------------------ | ------------------ | ------------------ | ------------------ | ------------------ | ------------------ | ------------------ | ------------------ | ------------------ | ------------------ | ------------------ | ------------------ | ------------------ |
| 1857               | 1869               | 1880               | 1890               | 1900               | 1910               | 1921               | 1931               | 1948               | 1953               | 1961               | 1971               | 1981               | 1991               | 2001               |
| 44                 | 50                 | 65                 | 78                 | 96                 | 79                 | 80                 | 82                 | 87                 | 87                 | 91                 | 63                 | 64                 | 62                 | 58                 |

## Nevezetességei
Jézus Legszentebb Szíve tiszteletére szentelt kápolnája.

## Külső hivatkozások
- Orle község hivatalos oldala
- Orle község rövid ismertetője